# Kanton Lanmeur
Lanmeur is een voormalig kanton van het Franse departement Finistère. Het kanton maakte deel uit van het arrondissement Morlaix. Het werd opgeheven bij decreet van 13 februari 2014 met uitwerking op 22 maart 2015. Alle gemeenten werden opgenomen in het kanton Plouigneau.

## Gemeenten
Het kanton Lanmeur omvat de volgende gemeenten:
- Garlan
- Guimaëc
- Lanmeur (hoofdplaats)
- Locquirec
- Plouégat-Guérand
- Plouezoc'h
- Plougasnou
- Saint-Jean-du-Doigt